# Mišinci (Chorwacja)
Mišinci – wieś w Chorwacji, w żupanii karlowackiej, w gminie Žakanje. W 2011 roku liczyła 147 mieszkańców.